# Alvin Martin
Alvin Edward Martin (født 29. juli 1958 i Bootle, England) er en tidligere engelsk fodboldspiller og træner, der spillede som forsvarsspiller. Han var på klubplan tilknyttet West Ham United, som han spillede for i hele 20 år, og opnåede 469 ligakampe for. Han sluttede karrieren med en enkelt sæson hos Leyton Orient. Med West Ham var han med til at vinde FA Cuppen i 1980.
Martin blev desuden noteret for 17 kampe  for Englands landshold. Han repræsenterede sit land ved VM i 1986 i Mexico, hvor englænderne nåede kvartfinalerne.
Efter sit karrierestop var Martin i to sæsoner manager for Southend United.

## Titler
FA Cup
- 1980 med West Ham United